# List pożegnalny
List pożegnalny – pośmiertnie wydany zbiór poświęcony pamięci Janusza A. Zajdla, zawierający niewydane w formie książkowej opowiadania fantastycznonaukowe, konspekty powieści napisanych i nienapisanych, fragmenty niewydanej powieści Drugie spojrzenie na planetę Ksi, a także: szkic autobiograficzny, wspomnienie Macieja Parowskiego oraz bibliografię twórczości pisarza. Książkę wydało Wydawnictwo Alfa w 1989 roku.

## Spis treści
- Janusz Andrzej Zajdel o sobie – szkic autobiograficzny, pierwodruk: „Kwazar” 1981
- Ekstrapolowany koniec świata – wcześniej nie publikowane, napisane ok. 1960 r.
- Druga strona lustra – pierwodruk: „Astronautyka” 1965, I wersja opowiadania Przejście przez lustro ze zbioru pod tym samym tytułem
- Towarzysz podróży – pierwodruk: „Astronautyka” 1963 (I wersja), II wersja w zbiorze Przejście przez lustro 1975
- Źle o nieobecnych – wcześniej nie publikowane, napisane w 1963 r.
- Satelita – po raz pierwszy w zbiorze opowiadań Wyższe racje, 1988
- Kolejność umierania – pierwodruk: „Astronautyka” 1966, włączone do powieści Cylinder van Troffa, 1980
- Śmierć Karola – pierwodruk: „Przyjaciel przy Pracy” 1969
- List pożegnalny – pierwodruk: „Przyjaciel przy Pracy” 1970
- Inspekcja – pierwodruk: „Przyjaciel przy Pracy” 1976 (I wersja), II wersja w zbiorze Iluzyt, 1976
- Pigułka bezpieczeństwa – pierwodruk: „Przyjaciel przy Pracy” 1972
- Błąd pilota – pierwodruk: „Przyjaciel przy Pracy” 1973
- Śmieszna sprawa – pierwodruk: „Przyjaciel przy Pracy” 1974
- Adaptacja – po raz pierwszy w zbiorze opowiadań Wyższe racje, 1988
- Pełnia bytu – pierwodruk: „Esef” 1987
- Wyższe racje – po raz pierwszy w zbiorze opowiadań Wyższe racje, 1988
- Utopia – po raz pierwszy w zbiorze opowiadań Wyższe racje, 1988
- Chrzest bojowy – po raz pierwszy w antologii pt. Przepowiednia, t. 6 Polskiej noweli fantastycznej, 1986
- Wyjątkowo trudny teren – pierwodruk: „Problemy” 1987
- Drugie spojrzenie na planetę Ksi (fragmenty)
- Konspekty powieści napisanych
- Konspekty powieści nienapisanych
- Janusz i my (wspomnienie Macieja Parowskiego)
- Bibliografia twórczości Janusza A. Zajdla (z przekładami) – opr. Jadwiga Zajdel